# Le Succédané
Pour plus de détails, voir Fiche technique et Distribution.
Le Succédané (Surogat) est un film d'animation yougoslave réalisé par Dušan Vukotić et sorti en 1961.
Il a remporté l'Oscar du meilleur court métrage d'animation en 1962.

## Fiche technique
- Réalisation : Dušan Vukotić
- Scénario : Rudolf Sremec
- Producteur : Stan Atkins
- Animation : Leopold Fabiani, Rudolf Mudrovcic et Dusan Vukotic
- Société de production : Zagreb Film
- Musique : Tomica Simović
- Durée : 10 minutes
- Date de sortie : 31 décembre 1961 ( Yougoslavie)

## Distinctions
- 1962 : Oscar du meilleur court métrage d'animation[1]